# Kurt Bruno Seeliger
Kurt Bruno Seeliger (* 26. Januar 1895 in Harwood, Australien; † 18. Juli 1968 in Bad Harzburg) war ein deutscher Architekt und Baubeamter.

## Werdegang
Seeliger wurde in der australischen Stadt Harwood als Sohn eines 1885 nach Australien ausgewanderten Zuckerfabrikanten geboren. 1905 zog die Familie nach Braunschweig. Nach seiner Dienstzeit im Ersten Weltkrieg studierte Seeliger ab 1918 an der Technischen Hochschule Braunschweig Architektur. Nach einer Zeit als Architekt der Sächsischen Heimstätte Annaberg (um 1925) wechselte er als Assessor in den braunschweigischen Staatsdienst. Er leitete die Hochbauämter von Gandersheim und Blankenburg (Harz).
Am Zweiten Weltkrieg nahm er im Rang eines Hauptmanns teil. Als Batterieführer der motorisierten Beobachtungs-Abteilung 13 nahm er am deutschen Überfall auf Polen 1939 teil. Dabei nahm er 96 Fotografien auf, die er in einer kommentierten Fotoserie zusammenstellte. Die Fotosammlung wurde von der Gedenk- und Bildungsstätte Haus der Wannsee-Konferenz in einer Online-Ausstellung veröffentlicht. 1945 kehrte er nach kurzer Kriegsgefangenschaft nach Bad Harzburg zurück. Seit 1949 arbeitete er wieder in der staatlichen Bauverwaltung als Regierungsbaurat und Leiter des Hochbauamts Wolfenbüttel. In dieser Funktion leitete er den Neubau des Niedersächsischen Staatsarchivs in Wolfenbüttel.